# Copa América CONIFA
A Copa América CONIFA (Em inglês: CONIFA South America Football cup) é um torneio internacional de futebol organizado pela CONIFA, uma associação guarda-chuva para estados, minorias, povos apátridas e regiões não filiadas à FIFA.

## Edições

### Chile 2022
No dia 24 de janeiro de 2022, a CONIFA anunciou que a primeira edição da Copa América CONIFA aconteceria em Linares , Chile e contaria com 4 times (Aymara, Mapuches, Maule Sur e São Paulo FAD). A FAD paulista, porém, não conseguiu chegar a tempo para a disputa devido ao excesso de gelo nas estradas do sul do Chile, e o torneio foi alterado para o formato de pontos corridos. Maule Sur venceu a primeira edição do torneio aos vencer as 2 partidas.

## Campeões
| Edição | Campeão   | Vice-campeão | 3° lugar | 4° lugar   |
| ------ | --------- | ------------ | -------- | ---------- |
| 2022   | Maule Sur | Mapuches     | Aimarás  | [ nota 1 ] |